# Sân bay quốc tế Chania

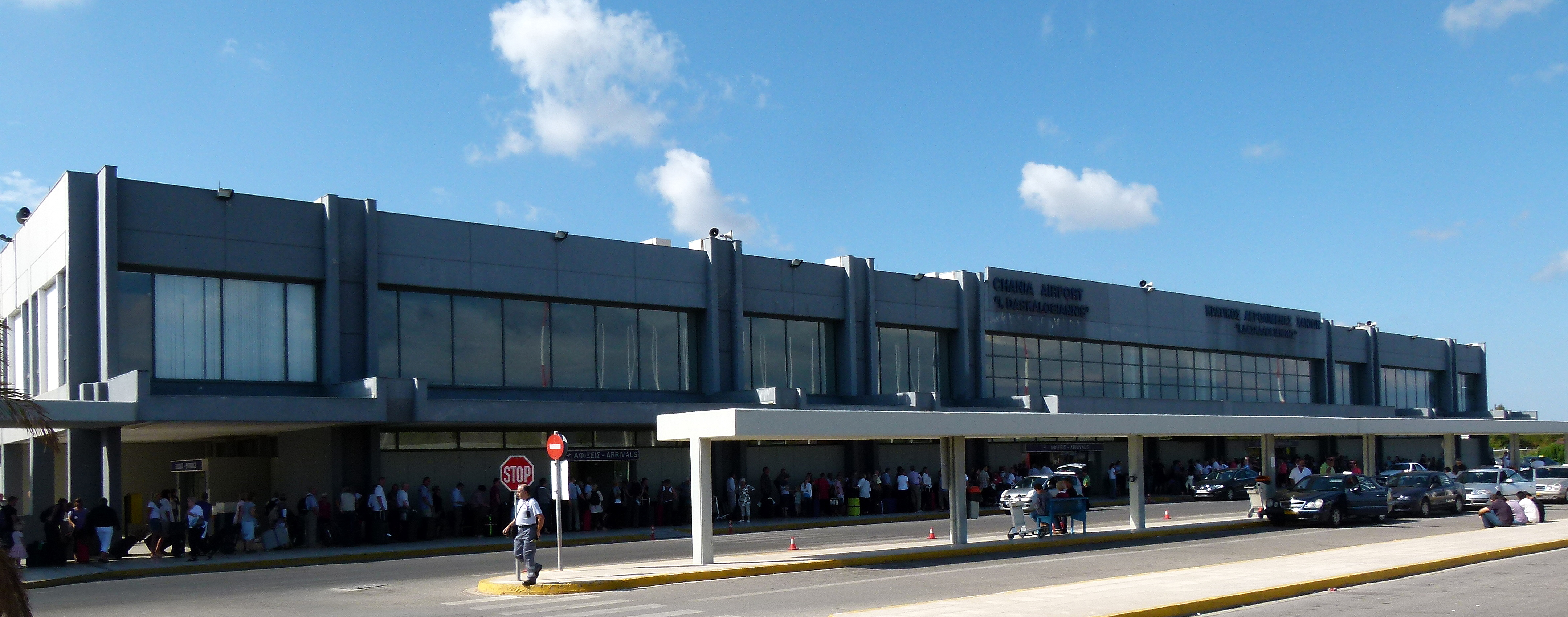
Ảnh chụp sân bay quốc tế Chania vào năm 2010

Sân bay quốc tế Chania, "Ioannis Daskalogiannis" (IATA: CHQ, ICAO: LGSA) là một sân bay quốc tế gần vịnh Souda trên đảo Crete của Hy Lạp, phục vụ cho thành phố Chania, Hy Lạp. Sân bay này được đặt tên theo Ioannis Daskalogiannis, một người Crete nổi dậy chống ách đô hộ của Ottoman vào thế kỷ 18. Đây là một sân bay hỗn hợp dân sự/quân sự.

## Các hãng hàng không và các tuyến điểm
- Aegean Airlines (Athens)
- Air Italy Polska (Katowice, Warsaw) [Seasonal]
- Austrian Airlines (Vienna, Kos)
- Condor (Berlin-Tegel, Düsseldorf, Frankfurt, Hamburg, Hanover, Leipzig/Halle, Munich, Stuttgart)
- Finnair (Helsinki, Oulu)
- Olympic Airlines (Athens, Thessaloniki)
- Primacharter (Warsaw)
- Smart Wings (Prague)
- Sterling Airlines (Billund, Copenhagen, Oslo, Stockholm-Arlanda)
- Thomsonfly (Birmingham, London-Gatwick, Manchester)
- transavia.com (Amsterdam)
- TUIfly (Cologne/Bonn, Munich, Stuttgart)
- TUIfly Nordic (Billund, Copenhagen, Gothenburg, Helsinki, Malmo, Norrköping, Oslo, Stockholm-Arlanda, Stockholm-Skavsta)